# Another Life (Kurzfilm)
Another Life ist ein Kurzfilm von Tracey D’Arcy aus dem Jahr 2002.
Er lief auf zahlreichen Filmfestivals und gewann mehrere Preise.
Der 12-minütige Thriller ist das Regiedebüt von D’Arcy und wurde in Los Angeles, Kalifornien gedreht. Mehrere Angehörige des Filmstabs arbeiteten auch an der TV-Serie Roswell mit, neben D’Arcy selbst unter anderem Drehbuchautor Ronald D. Moore, Komponist Joseph Williams, Kameramann John S. Bartley und Filmeditor Leo Trombetta. Hauptdarsteller William Sadler gehörte zu den Darstellern der Serie.
Der Film ist in voller Länge auf imdb.com zu sehen.

## Handlung

### Kurzbeschreibung
Der Film handelt von einem Mann und einer Frau in einem einfachen Haus. Die Stimmung ist gedrückt, verzweifelt. Die Frau hat scheinbar den Verlust ihres Kindes nicht verkraftet.  Der Mann weiß sich – und ihr – offensichtlich nicht mehr zu helfen. Er gibt ihr Beruhigungsmittel, fesselt sie ans Bett – und hofft, dass sie aus ihrem psychischen Tief wieder herauskommt, dass sie es schafft, den Verlust zu akzeptieren – für eine gemeinsame Zukunft.
Die Geschichte findet schließlich in einem überraschenden Ende ihren Höhepunkt.

### Ausführliche Inhaltsangabe
Die beiden Hauptpersonen des Films sind ein namenloser Mann und eine namenlose Frau. Die Handlung nimmt in einem einfachen Haus ihren Lauf.
Der Mann steht vom Fernseher auf und sieht nach, weil er Geräusche hört. Er findet die am Bett festgebundene Frau vor, wie sie dabei ist, sich zu befreien. Er verhält sich ihr gegenüber fürsorglich.
Nachdem die Frau aufgestanden ist, fängt sie an, von ihrem Kind zu reden. Sie fragt, wo es sei. Der Mann versucht, ihr klarzumachen, dass das Kind tot ist. Sie beteuert, sie hätte es weinen gehört. Er schreit sie an, sie solle endlich akzeptieren, dass es nicht zurückkommt. Er zerrt sie ins Kinderzimmer, um ihr zu zeigen, dass das Kind nicht mehr da ist. Er tröstet sie, alles würde wieder gut werden, doch sie reißt sich von ihm los. Schließlich überwältigt er sie und betäubt sie mit einer Spritze.
Am nächsten Morgen wacht sie auf der Couch auf. Er bringt ihr Kaffee. Sie reden darüber, wie hart es ist, das Geschehene zu akzeptieren. Sie reden über einen gemeinsamen Neuanfang, darüber, wie sie einander trafen, als sie dabei war, im strömenden Regen einen platten Reifen an ihrem Auto zu wechseln. Sie verschwindet schließlich im Badezimmer.
Als er kurz darauf bemerkt, dass die Medikamente verschwunden sind, folgt er ihr. Sie hat sich im Badezimmer eingeschlossen. Scheinbar will sie sich umbringen. Er verschafft sich Zutritt und sieht nach der offensichtlich Leblosen. Plötzlich rammt sie ihm die Spritze in den Hals und erschlägt ihn.
Sie beginnt, nach ihrem Kind zu suchen, zunächst vergeblich. Doch dann ist da ein Geräusch, dem sie nachgeht. Sie findet das Kind schließlich hinter einer Tür, die von einer Regalwand verborgen war.
Zum Schluss sieht man den vor dem Haus stehenden Abschleppwagen mit dem Auto.

## Auszeichnungen
Another Life gewann unter anderem folgende Auszeichnungen:
- Manhattan Short Film Festival: Grand Prize (2002)[4]
- Santa Monica Film Festival: Best Dramatic Short Film (2003)[4]
- Stony Brooks film festival: Best Short (2003)[4]